# Schistochila berteroana
Schistochila berteroana là một loài rêu tản trong họ Schistochilaceae. Loài này được (Hook.) Stephani miêu tả khoa học lần đầu tiên năm 1909.